# STS-3
STS-3 (Space Transportation System-3) var NASAs tredje rumfærge-mission. Opsendt 22. marts 1982 og vendte tilbage den 30. marts 1982.
Den var den tredje test af rumfartøjet, målet var derfor sikker affyring og returnering af rumfærge og besætning. Også sikker returnering af; rumfærgen, faststofraketterne og udvendig tank.
Den eksterne tank var ikke længere hvid, for at undgå en vægt forøgelse på 375 kg undlod man at male rumfærgen.
Den planlagte landing på Edwards Air Force Base måtte flyttes da der var oversvømmelse pga. voldsom regn. Landingen blev flyttet til White Sands, men pga. høje vindhastigheder ved White Sands måtte landingen udskydes en dag.

## Besætning
De to testpiloter sad i katapultsæder.
- Jack Lousma (Kaptajn, Skylab 3-veteran)
- Gordon Fullerton (Pilot, Enterprise-veteran)

## Missionen
STS-3 var ligesom STS-1 og STS-2 en test-mission. Målet var derfor sikker opsendelse og returnering af rumfærge og besætning. Også sikker returnering af; rumfærgen, faststofraketterne og udvendig tank.

### Vægt
- Kredsløbsfartøj (ved opsendelse): 106782 kg.
- Kredsløbsfartøj (ved landing): 93924 kg.
- Last: 10301 kg.

- STS-3 opsendelsen.
- Robot-armen kaldtes Canadarm, den var produceret i Canada.
- STS-3 lander på White Sands Missile Range

Hovedartikler: